# Interstate 395 (Maine)
Pour les articles homonymes, voir Interstate 395.
L'Interstate 395 (I-395) est une autoroute auxiliaire de 4,99 miles (8,03 km) dans le Maine. Le terminus ouest de la route est un échangeur avec l'I-95 près du centre-ville de Bangor, là où l'I-395 continue à l'ouest comme US 2 / SR 100. Le terminus est est la jonction avec la US 1A à Brewer.

## Description du tracé
L'I-395 débute comme prolongement de Hammond Street à une intersection à niveau avec la US 2 et la SR 100 au sud de l'Aéroport international de Bangor. L'I-395 atteint un échangeur avec l'I-95 et continue vers l'est. L'autoroute croise la US 202 et passe au sud de Bangor. Elle traverse le fleuve Penobscot et continue vers l'est. Elle croise deux voies locales avant d'atteindre son terminus est à l'échangeur avec la US 1A à Brewer.

## Liste des sorties
| Interstate 395          |                   |      |      |                              |                                                                                   |                                                                                               |
| Comté                   | Municipalité      | mi   | km   | Sortie                       | Intersections / Destinations                                                      | Notes                                                                                         |
| Penobscot               | Bangor            | 0,00 | 0,00 | —                            | US 2 / SR 100 (en) – Hermon, Aéroport                                             | Intersection à niveau                                                                         |
| Penobscot               | Bangor            | 0,22 | 0,35 | 1A                           | I-95 sud – Newport                                                                |                                                                                               |
| Penobscot               | Bangor            | 0,22 | 0,35 | 1B                           | I-95 nord / SR 15 (en) nord – Orono, Aéroport                                     | Terminus ouest du multiplex avec SR 15                                                        |
| Penobscot               | Bangor            | 0,92 | 1,48 | 2                            | US 202 ouest – Hampden                                                            | Terminus ouest du multiplex avec US 202                                                       |
| Penobscot               | Bangor            | 1,67 | 2,69 | 3                            | US 1A / US 202 est / SR 9 (en) (Main Street) / Farm Road – Centre-ville de Bangor | Terminus est du multiplex avec US 202; indiqué sortie 3A (ouest) et 3B (est) en direction est |
| Penobscot               | Rivière Penobscot | 1,91 | 3,07 | Veterans' Remembrance Bridge | Veterans' Remembrance Bridge                                                      | Veterans' Remembrance Bridge                                                                  |
| Penobscot               | Brewer            | 2,05 | 3,30 | 4                            | SR 15 (en) sud / SR 15 Bus. (en) (South Main Street) vers SR 9 (en) est – Brewer  | Terminus est du multiplex avec SR 15                                                          |
| Penobscot               | Brewer            | 2,76 | 4,44 | 5                            | Industrial Park Road / Parkway South – Brewer                                     |                                                                                               |
| Penobscot               | Brewer            | 4,74 | 7,63 | 6A                           | US 1A est vers US 1 (Coastal Route) – Ellsworth, Bar Harbor                       |                                                                                               |
| Penobscot               | Brewer            | 4,74 | 7,63 | 6B                           | US 1A ouest – Centre-ville de Brewer                                              |                                                                                               |
| - Terminus de multiplex |                   |      |      |                              |                                                                                   |                                                                                               |